# بمب‌گذاری ۲۰۲۰ عفرین
بمب‌گذاری عفرین در بعد از ظهر ۲۸ آوریل ۲۰۲۰، بر اثر انفجار یک خودرو انفجاری در چند متر دورتر از محل اقامت فرماندار در خیابان راجو در استان حلب در سوریه رخ داد. بمبی که در یک کامیون مخزن کار گذاشته شده بود در بازار هوای آزاد در سوک علی در مرکز شهر منفجر شد. این حمله منجر به کشته شدن حداقل ۵۳ تن از جمله ۱۱ کودک، ۱۲ شورشی تحت حمایت ترکیه و زخمی شدن بیش از ۵۰ تن دیگر شد. ترکیه، یگان‌های مدافع خلق (YPG) را عامل بمبگذاری دانست. اما نیروهای کرد، ترکیه را مقصر بمبگذاری دانستند. مظلوم عبدی فرمانده  نیروهای دموکراتیک سوریه، بمب‌گذاری را محکوم کرد. و شورشیان سوری تحت حمایت ترکیه را به انجام چنین حملاتی متهم کرد.